# Seca
|  | Aquest article tracta sobre el lloc d'encunyació de monedes. Si cerqueu el fenomen de la manca d'aigua en un territori, vegeu «Sequera». |

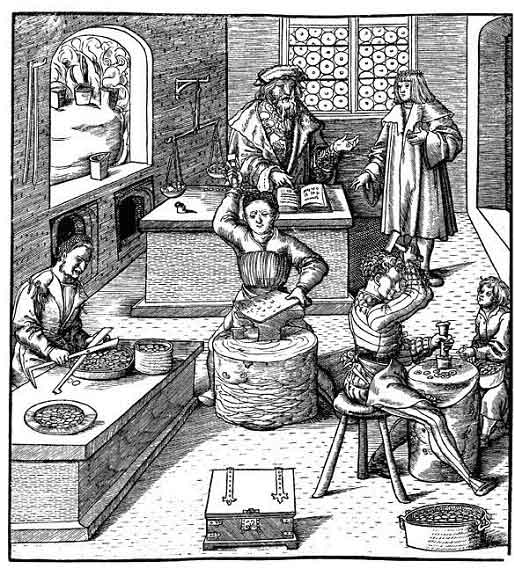
Com l'emperador Maximilià I va aprendre l'encunyació, xilografia del

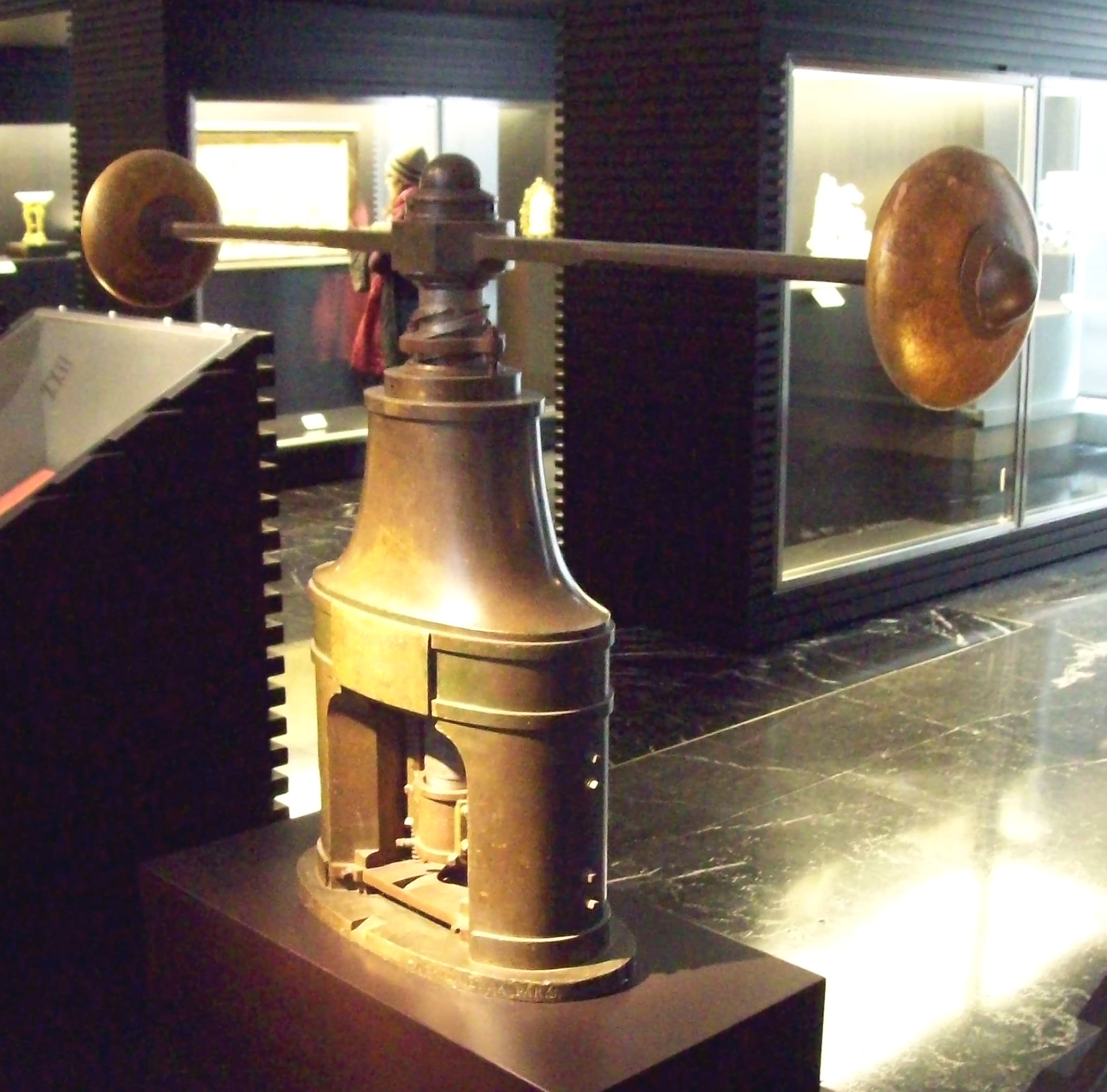
Premsa de volant francesa del

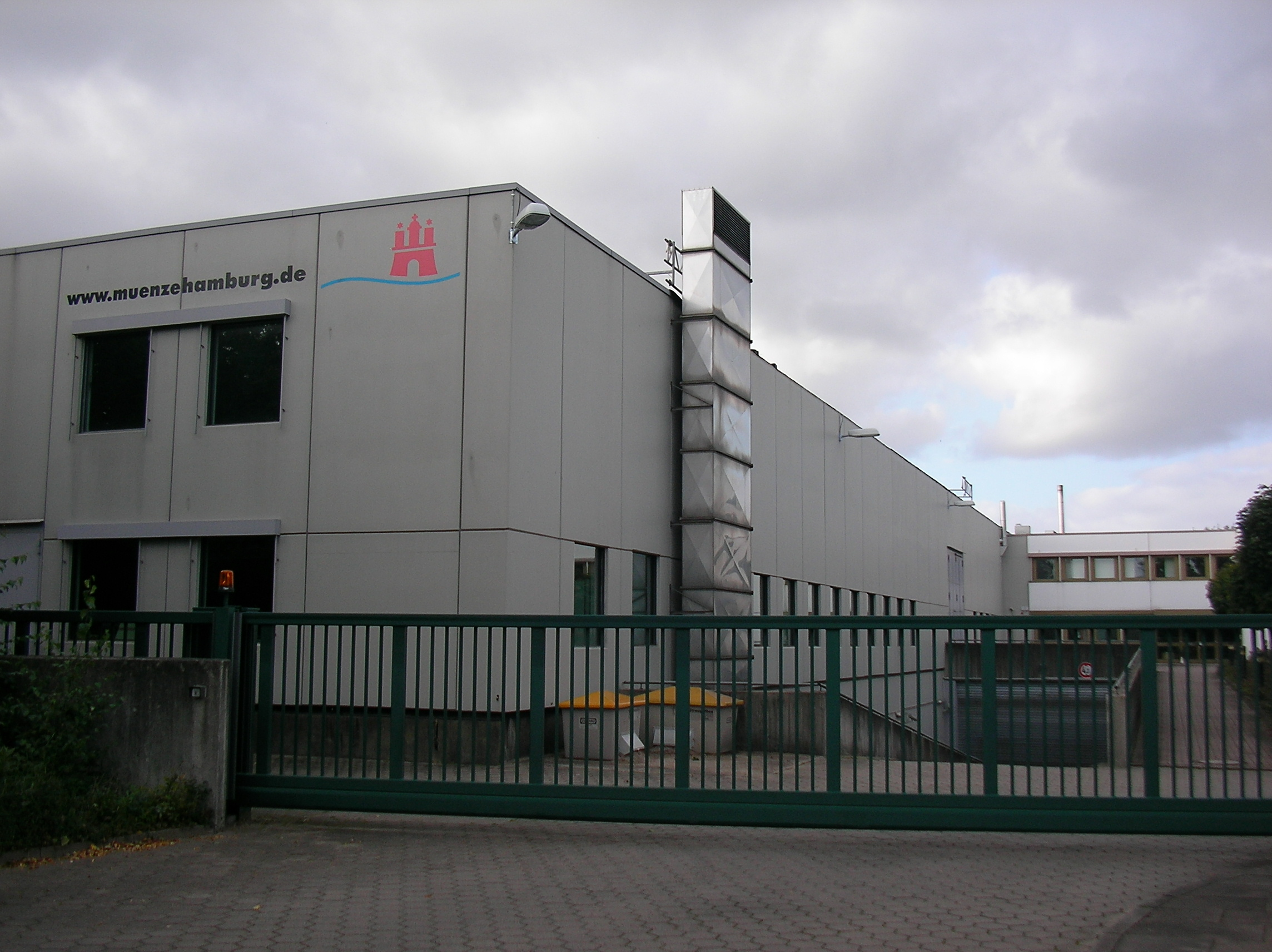
La seca d'Hamburg, a Rahlstedt

Una seca o casa de la moneda és un taller o fàbrica on es fa l'encunyació de moneda. La paraula seca prové de l'àrab hispànic (dâr as) säkka, que significa '(casa de) moneda'.
La fabricació de moneda a l'inici va ser un procés artesà. Amb els grecs i romans va evolucionar en alguna forma, però fins al segle xvi i l'invent de les primeres màquines, el procediment no va canviar molt. L'encunyació de moneda era el privilegi del monarca en funcions. La Casa Reial posseïa la seva pròpia seca, que consistia en petits tallers de ferrers i gravadors, tallers ambulants, que viatjaven amb la cort. Els musulmans de la península Ibèrica eren tècnicament més avançats i van influir en el desenvolupament de l'ofici, quan els reis hispans van prendre el poder.
El monarca espanyol Alfons VI va donar el pas en la modernització del procés d'encunyació i va crear dues seques estables a Toledo i Lleó. Les monedes que sortien d'aquests establiments es deien moneda registre o denaris registres i es van fabricar amb un aliatge de plata i coure, anomenada billó, que és una paraula de l'idioma francès billon, que significa 'lingot'. Amb els anys, la plata va ser substituïda per acer o llautó.
Les seques eren poques i, encara que estables, seguien semblant més a un petit taller artesanal que a una fàbrica important de fer diners. Va quedar un procediment força artesanal, fins que el 1553 Antoine Brucher, un calcògraf francès va dissenyar el laminador, una màquina accionada per un molí que fabricava làmines de metall d'un gruix constant en fer passar el lingot repetides vegades entre dos cilindres o corrons de metall dur. L'altra era la premsa de volant que aconseguia la força necessària per a l'estampació gràcies a la inèrcia d'un gran volant.
Aquestes màquines, de dimensions considerables, van haver de ser instal·lades en locals més grans que els tradicionals tallers. A partir d'aquests invents, van començar a succeir les millores en el procés. El 1830, l'enginyer suís Jean Pierre Droz va inventar el sistema de virolla partida, amb la qual cosa s'aconseguia encunyar les dues cares de la moneda alhora i també el cantell o vora de la moneda.

## Seques i encunyacions documentades
- Arketurki
- 579-586. Tremís d'or de Leovigild encunyat a Barcelona.[5][6]
- 934. Seca de Girona.[7]
- Seca de València.
  - Hi ha documentada l'encunyació de diverses monedes en el període musulmà.[8]
- 1233. Seca de Mallorca.
  - 1422. Privilegi per a encunyar reals d'or.[9]
- 1247. Seca de València.[10]
- 1382. Seca de L'Aquila.[11]
- 1397. Seca d'Àustria a Viena.
- 1411-1868. Seca de Barcelona (casa de la moneda) tot i que el seu orìgen es remunta a l'edat antiga[12][13]
- 1457. Seca de Perpinyà.[14]
- 1465. Seca de Cervera.[15]
- 1535. Cèdula de Carles V disposant l'encunyació de monedes d'or i d'argent a Barcelona.

| «                     | «Que el oro se labre de ley de 22 quilates y dello se hagan piezas de oro de peso de 68 piezas cada un marco de Castilla, ques la ley y peso de los mejores escudos de Italia, acuñados de la una parte nuestras armas Reales con el águila rampante ymperial y un letrero que diga: Carolus quintus Imperator, y de la otra parte tenga una cruz y en cada estremo dellas la corona ymperial y un letrero que diga Hispaniarum et utriesque (sic) Secute Rex y que estos se llamen escudos ymperiales y que la plata se labre de la ley de a onze dineros y quatro granos y della se hagan unas piezas que se llamen tostones de plata y que quatro dellas tengan el verdadero valor que tubiere un escudo ymperial de oro y sean del mismo cuño, armas, devisas y letreros v así mismo se labren de la misma ley reales que de la una parte tengan la misma cruz y letrero que han de tener los dichos escudos ymperiales y de la otra las colunas con nuestra devisa del plus ultra y algunos medios reales de las mismas señales todo al respeto y valor de los dichos ymperiales de plata que tres reales valgan un tostón de plata y tengan el verdadero valor en ley y peso de manera que doce reales valgan un escudo ymperial d'oro en verdadero valor...» Barcelona 30 de Mayo de 1535.—Firma autógrafa. Secretario Cobos. | » |
| — Cèdula de Carles V. | |   |

- 1572. Casa de la Moneda (Potosí).

## Dar al-Darb
Dar al-Darb (casa de les monedes) fou una institució de diversos països musulmans, equivalent a la seca, que tenia per objecte proveir de monedes al govern i als particulars. La fabricació de moneda es va començar a centralitzar sota els omeies, i sota els abbàssides la direcció es va delegar. A l'Imperi Otomà fou conegut com a Darbkhane-i Amire (també Darrabkhane, Nukrakhane i Dar al-Darb). La Dar al-Darb del Caire fou fundada per Muhàmmad Alí  el 1812.

## Córrer la seca, la Meca i la vall d'Andorra
En català existeix l'expressió córrer la seca, la Meca i la vall d'Andorra, que vol dir fer un viatge per territoris insospitats. Ja es troba al segle xv en l'obra del metge i poeta valencià Jaume Roig (±1400-1478).
| «                                         | Lo món cercant e traspassant per Ceca y Meca, la Vila seca e vall d'Andorra. | » |
| — Jaume Roig, Spill o Llibre de les dones |                                                                              |   |

En castellà i portuguès es diu més aviat ir de (la) Seca a (la) Meca a Santarem. En tots els casos és poc probable que es tracte de 'casa de moneda', ni de La Meca, la ciutat sagrada dels musulmans, sinó més aviat d'un joc onomatopeic com n'hi ha molts en les dites populars. Joan Amades l'explica per la presència del Palau Meca a Barcelona, lloc de visita imprescindible prop de La Seca on els mateixos viatjants havien d'anar per canviar moneda. Aquesta explicació a posteriori és poc versemblant. En el Quixot, Miguel de Cervantes posa en boca de Sancho Panza:
| « | Y lo que sería mejor y más acertado... fuera el volvernos a nuestro lugar... dejándonos de andar de ceca en meca y de zoca en colodra, como dicen. (castellà) | » |